# Маленький принц (спутник)
Маленький принц — один из двух спутников астероида (45) Евгения. Он был открыт на телескопе Канада-Франция-Гавайи в 1998 году. Этот спутник — второй открытый спутник астероида, после Дактиля, и первый, открытый с наземного телескопа.

## Характеристики
Маленький принц имеет диаметр 13 км, однако, это лишь оценка, основанная на его блеске и на предположении, что альбедо и плотность спутника такие же, как и у родительского астероида. Маленький принц движется по орбите, близкой к круговой с радиусом в 1184 км. Орбитальный период спутника составляет 4,766 суток. Из двух спутников Евгении этот — более крупный и удалённый от неё.

## Название
При открытии спутник получил стандартное обозначение S/1998 (45) 1. Текущее же название было предложено первооткрывателями в 2000 году и в том же году утверждено Международным астрономическим союзом. Спутник назван в честь Наполеона Эжена — наследника и единственного сына императора Наполеона III и Императрицы Евгении, в честь которой и назван астероид (45) Евгения.
Такой выбор названия объясняется множеством сходств наследника престола и Маленького принца — главного героя одноимённой повести. Оба они были молодыми и отважными авантюристами, имели небольшой рост и трагически погибли в Африке.